# EFF DES cracker

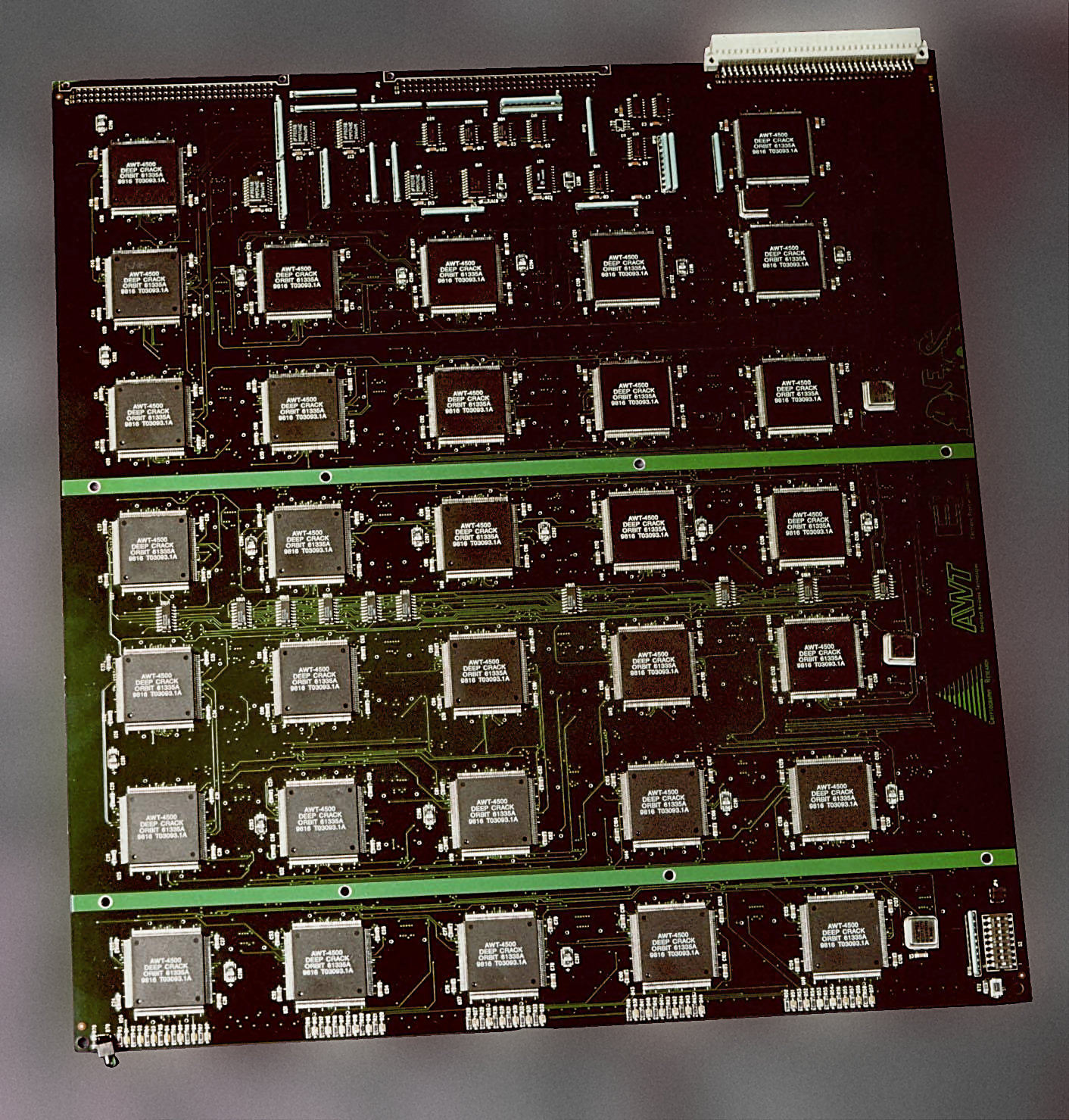
Il DES cracker, un dispositivo elettronico realizzato da EFF nel 1998 che per primo violò una chiave DES. Costato 250.000 dollari, conteneva 1.800 processori e recuperava una chiave in un paio di giorni usando la forza bruta.

In crittografia l'EFF DES cracker (noto anche come "Deep Crack") è un dispositivo costruito da Electronic Frontier Foundation (EFF) per recuperare la chiave segreta di un messaggio cifrato con il DES conducendo un attacco a forza bruta (provare tutte le possibili chiavi fino a quando non viene trovata quella giusta). Lo scopo era quello di dimostrare che la lunghezza della chiave del DES era insufficiente a garantire un livello di sicurezza accettabile.

## Specifiche del DES
Il DES utilizza una chiave di cifratura di soli 56 bit: ciò significa che le possibili chiavi sono solo 256, cioè 7,21 × 1016 combinazioni (72.057.594.037.927.936). Quando il DES fu approvato come standard nel 1976, realizzare allora un elaboratore capace di provare tutte le possibili chiavi in un tempo ragionevole sarebbe costato una cifra irragionevole.

## I "DES challenges"
Visto che il DES era uno standard federale, il governo statunitense incoraggiò il suo uso per la protezione per tutti i dati non classificati. RSA Security decise di dimostrare che la chiave del DES non era sufficientemente lunga ed istituì nel 1997 i DES Challenges, concorsi con premi in denaro per chi avesse violato l'algoritmo. Il primo DES Challenge fu risolto in 96 giorni dal DESCHALL Project capitanato da Rocke Verser a Loveland (Colorado). Il secondo concorso (DES Challenge II-1) vide distributed.net recuperare una chiave in 41 giorni in gennaio e febbraio del 1998.
Nel 1998 l'EFF costruì il Deep Crack spendendo poco meno di 250.000 dollari. Il Deep Crack vinse i 10.000 dollari di premio del DES Challenge II-2 il 17 luglio 1998 decifrando un messaggio DES in 56 ore. Questo fu l'atto finale del DES, contro cui già erano stati pubblicati alcuni attacchi crittanalitici. L'attacco a forza bruta mostrò che la violazione del DES era ormai una cosa concreta e per un governo o una grossa società la costruzione di una macchina come il Deep Crack non era certo un problema.
Sei mesi dopo l'EFF partecipò, in collaborazione con distribuited.net, al DES Challenge III ed il Deep Crack vinse altri 10.000 dollari violando il 19 gennaio 1999 un altro messaggio cifrato con il DES, questa volta in 22 ore e 15 minuti. Nell'ottobre dello stesso anno il DES veniva riconfermato come standard federale, ma questa volta nella sua variante Triple DES (noto anche come 3DES o TDES).
La chiave troppo corta del DES e l'elevato costo computazionale del suo sostituto Triple DES portarono il governo americano a sostituire l'algoritmo con l'Advanced Encryption Standard (AES) quale standard federale il 26 maggio 2002.

## Tecnologia

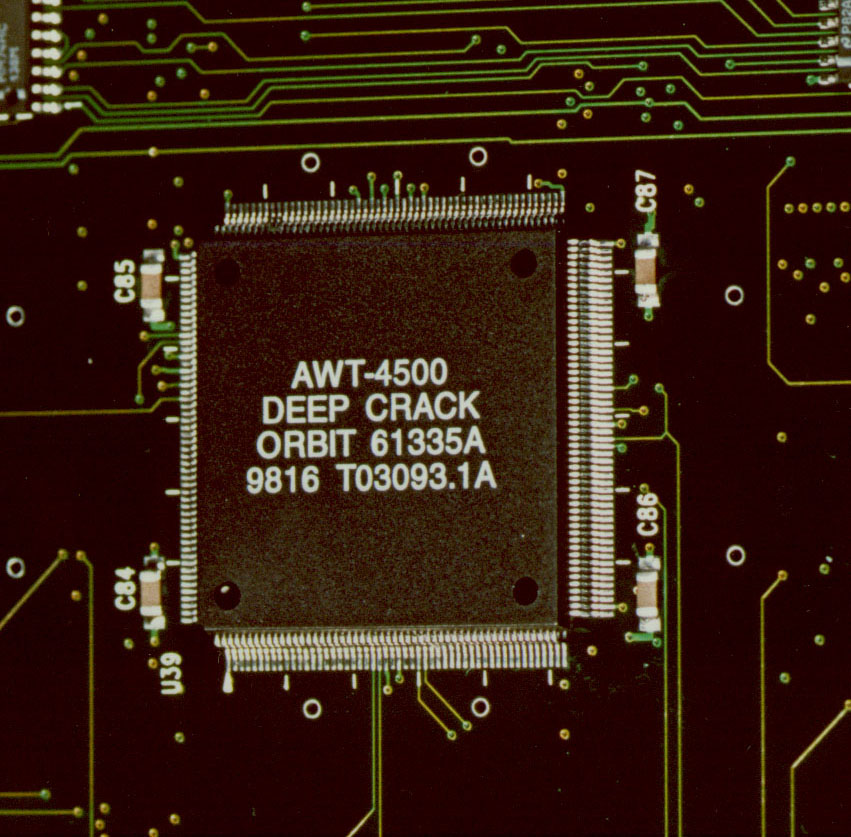
Uno dei microchip del DES cracker (o "Deep Crack") di EFF.

Il Deep Crack fu progettato da Cryptography Research, Advanced Wireless Technologies ed EFF. Il progettista principale fu Paul Kocher, presidente di Cryptography Research. Advanced Wireless Technologies realizzò i 1.856 microprocessori custom ASIC AWT-4500 (denominati anche Deep Crack), alloggiati su 29 schede contenenti 64 chip l'una. Le schede furono poi inserite in 6 cabinet. La ricerca era coordinata da un singolo PC che assegnava ai chip l'intervallo di chiavi su cui lavorare. L'intera macchina era capace di provare più di 90 miliardi di chiavi al secondo così che occorrevano circa 9 giorni per verificare tutte le possibili chiavi del DES. In media, la giusta chiave viene recuperata in metà tempo.
Nel 2006 è stata realizzato un altro dispositivo per condurre attacchi contro vari sistemi crittografici, COPACOBANA (COst-optimized PArallel COdeBreaker). Basato su 120 chip FPGA, è stato costruito spendendo solo 8.000 dollari: questo grazie all'utilizzo di microchip normalmente reperibili in commercio ed al progresso della tecnologia dei circuiti integrati.